# Monasterio de la Santísima Trinidad (Martos)
El monasterio de la Santísima Trinidad o de las Trinitarias es un edificio católico de Monjas de clausura, Trinitarias contemplativas, ubicado en la ciudad de Martos, Provincia de Jaén (España). Pertenece a la Orden de la Santísima Trinidad y de los Cautivos y se trata por tanto de uno de los 12 monasterios de esta orden que existen en España.

## El templo
El edificio cuenta con una portada principal barroca compuesta en Orden toscano. Por otra parte cuenta con un amplio espacio interior estructurado a partir de una nave central cubierta, con Bóveda de cañón con lunetos y grandes capillas cuadradas, que dan lugar a pseudonaves laterales. El presbiterio se eleva sobre gradas y, a los pies, en alto, se sitúa el coro con una llamativa celosía.

## Historia
El origen de este monasterio se remonta a la segunda mitad del siglo XVI, cuyos terrenos fueron cedidos por Aldonza de Rivas y Ortega, una señora rica y caritativa, que tras cumplimentarse todos los trámites eclesiásticos y civiles, se construyeron y adaptaron las edificaciones pertinentes para que las primeras monjas pudiesen empezar a habitar las instalaciones como comunidad. Concretamente el monasterio fue fundado el 6 de marzo de 1595.

### La comunidad

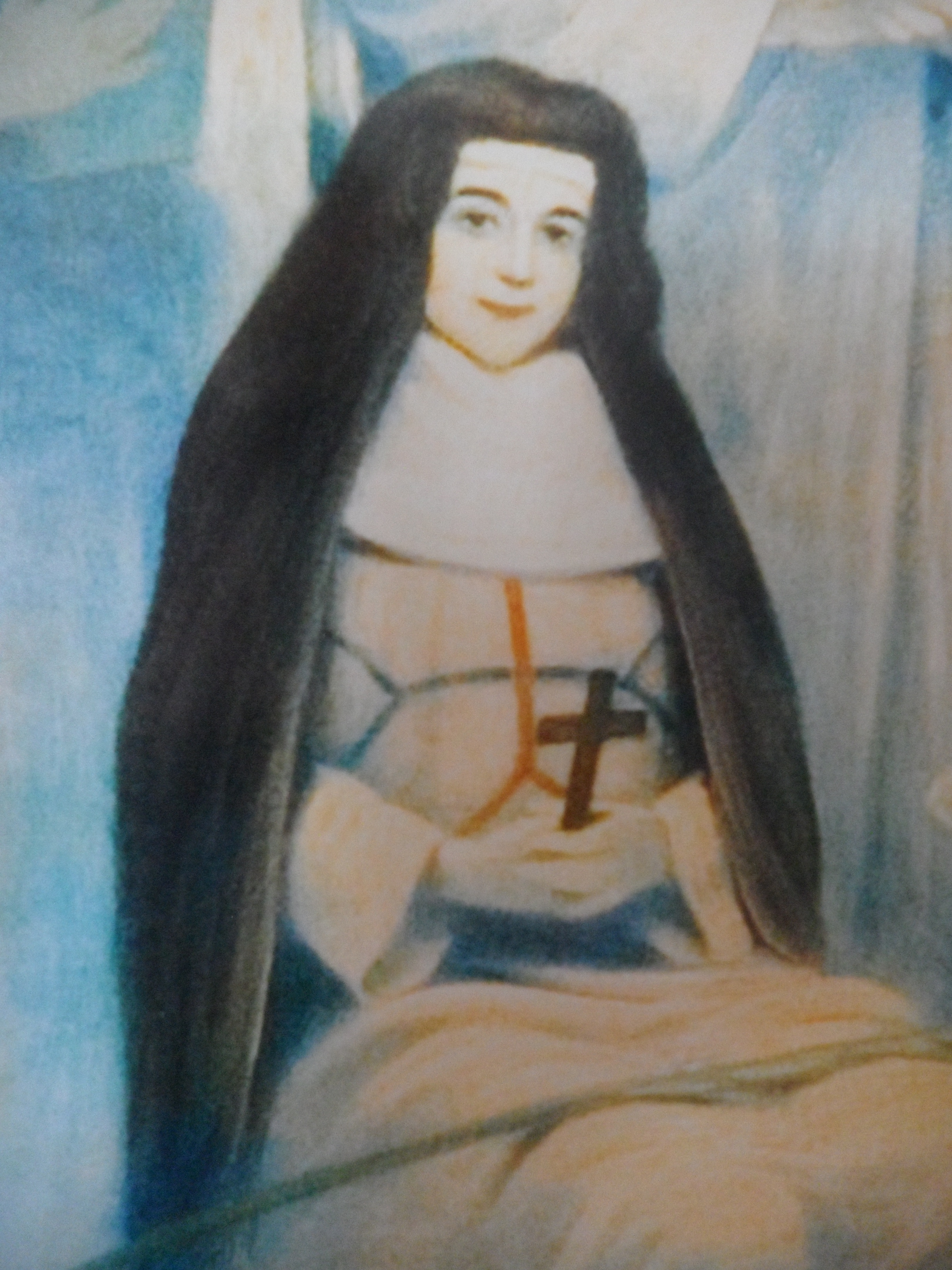
Beata Francisca de la Encarnación. Única monja trinitaria que oficialmente ha sido elevada a los altares por la Iglesia católica.

Las primeras monjas de clausura que habitaron el monasterio provenían de otras poblaciones como Andújar y Villena, de igual forma que se instalaron como novicias la propia fundadora del monasterio y dos sobrinas suyas. Entre otras monjas que han habitado el monasterio es posible resaltar a María Francisca Espejo Martos que fue martirizada la madrugada del 13 de enero de 1937 por milicianos del Bando republicano, durante la Guerra Civil Española, debido su condición de religiosa. Actualmente sus restos reposan en la iglesia del monasteria y se puede observar su cuerpo incorrupto en una vitrina.
Actualmente habitan el monasterio una decena de monjas que rinden culto a una vida monástica y contemplativa. Entre otros menesteres dedican su tiempo a realizar bordados y repostería cuyos dulces son vendidos con éxito en determinados centros y por encargo.